# Zamek w Sycowie
Zamek w Sycowie – nieistniejący zamek, a następnie pałac położony w Sycowie, w województwie dolnośląskim, w powiecie oleśnickim.

## Zamek piastowski
Pierwszy zamek w Sycowie zbudował któryś z Piastów wrocławskich. W 1283 r. dokument biskupstwa wrocławskiego wymienia obie wersje nazw miejscowości, wspominając o "districtus Syczow sive Wartinbergk".  W 1293 r. zamek i miasto przeszło z księstwa wrocławskiego do księstwa głogowskiego, a następnie w 1320 znaleźć się w granicach księstwa oleśnickiego. Zamek był własnością księcia Konrada oleśnickiego (1292–1366). U schyłku XIII lub na początku XIV w. zamek przebudowano na formę murowaną. Zamek położony był na południe od miasta i nie był połączony z murami miejskimi. Zabudowa zamkowa znajdowała się na czworokątnym nasypie otoczonym nawodnioną fosą. W roku 1489 wojska króla węgierskiego i czeskiego Macieja Korwina zajęły Syców należący do księcia oleśnickiego Konrada Białego. Maciej Korwin w 1489 roku nadał miasto i zamek swojemu pochodzącemu z Moraw podkomendnemu Hansowi von Haugwitz jako tzw. wolne państwo stanowe. Od 1517 roku zamek i miasto posiadał Zdeněk Lev z Rožmitálu. Od 1529 do 1551 roku zamek posiadał Joachim I von Maltzan, w latach 1551–1569 Johann Bernhard von Maltzan i Franciszek von Maltzan, a w latach 1569–1571 Joachim II von Maltzan. W latach 1571-1585 Georg von Braun, a po nim od 1585 roku Georg Wilhelm von Braun. Od niego Syców w 1591 roku kupił Abraham von Dohna.

## Pałac barokowy
Abraham von Dohna w latach 1594–1608 na terenie miasta, na przeciw starego zamku, zbudował barokowy pałac. Po zniszczeniach spowodowanych pożarem, w 1721 roku wzniesiono nowy barokowy pałac, który znamy z rysunku autorstwa Friedricha Bernharda Wernera. W 1734 roku majątek nabył Ernest Jan Biron. W 1813 roku barokowy pałac spłonął w pożarze całego miasta.  

## Pałac neogotycki
Po 1853 roku książę Kalikst Biron (1817–1882) zlecił budowę neogotyckiego pałacu, wykorzystując zachowane ruiny. Architekt Carl Heinrich Wilhelm Wolf oparł częściowo swój projekt na zaprojektowanym wcześniej pałacu Sibyllenort w Szczodrem.  
W 1854 roku został wyburzony średniowieczny zamek piastowski. 
W 1945 roku po zdobyciu miasta przez Armię Czerwoną pałac został splądrowany i podpalony. Chociaż polska administracja początkowo planowała jego odbudowę, ostatecznie został on wyburzony w latach 1951–1956. Pozostało jedynie kilka budynków dworu i kościoła zamkowego, wzniesionych przez Carla Gottharda Langhansa w 1785 roku, a obecnie służących parafii protestanckiej.

## Stan obecny
Na południe od dawnego zamku zachował się park krajobrazowy założony w 1813 roku oraz odrestaurowane mauzoleum Birona z Kurlandii.
Inne pozostałości zespołu pałacowego znajdują się na historycznym folwarku Winnica i są to: 
- budynek owczarni,
- oficyna, obecnie dom, ul. Parkowa 1,
- park[5].

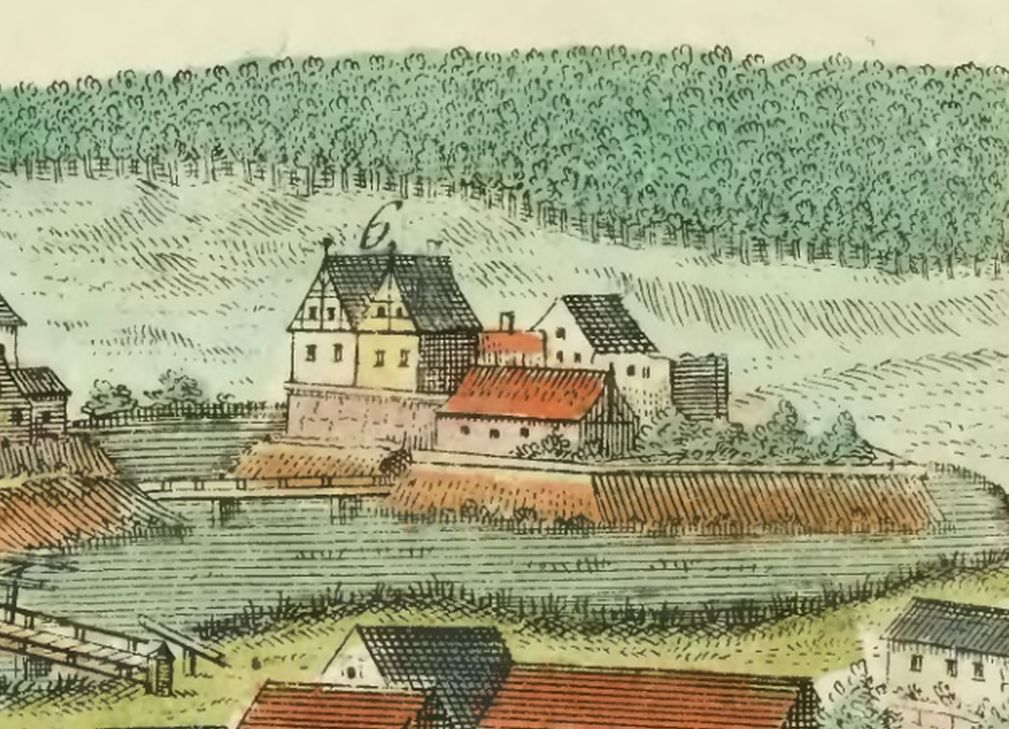
Stary zamek w Sycowie około 1730 roku na rysunku F.B.Wernera
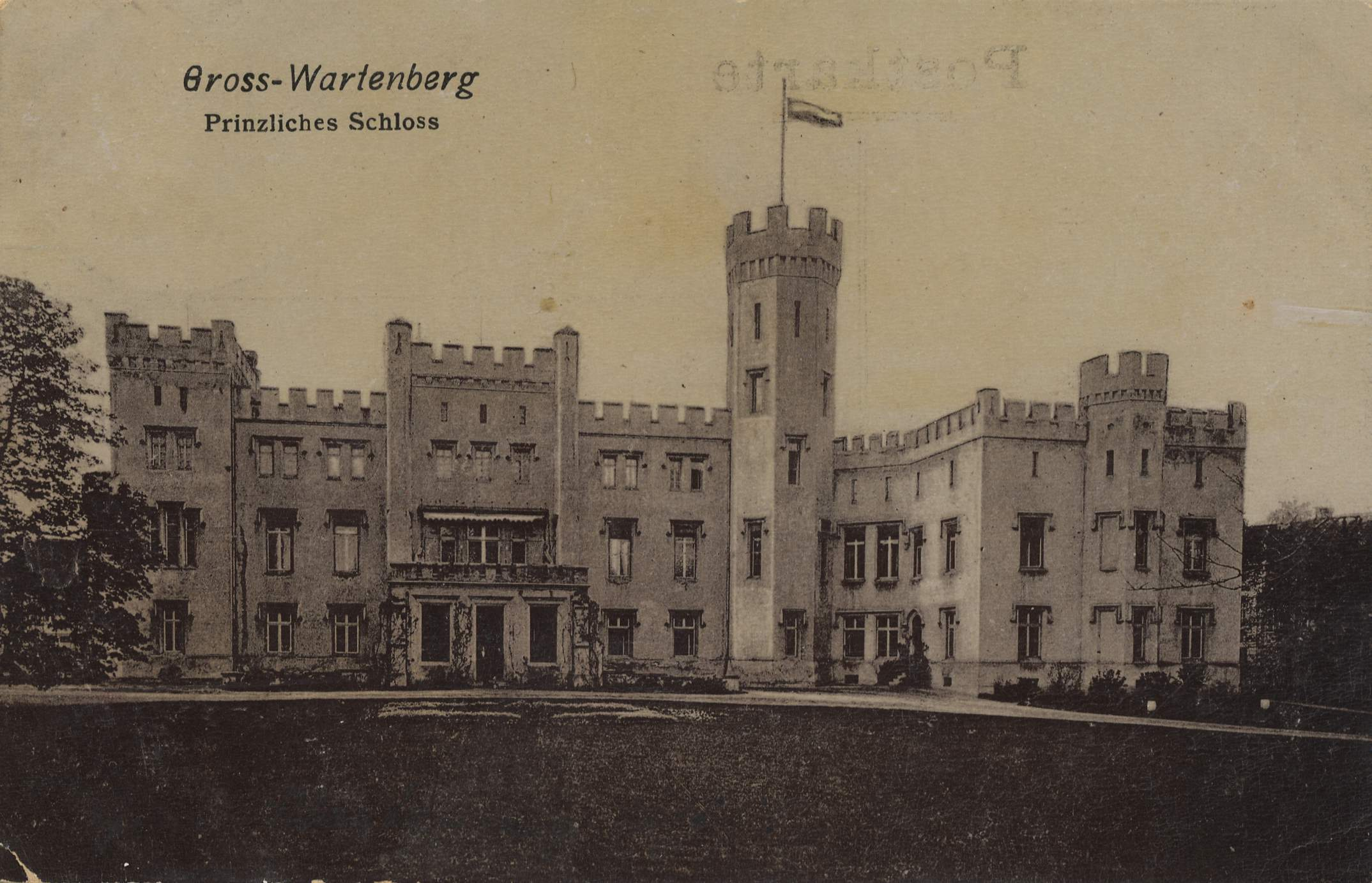
Pałac neogotycki z XIX wieku w Sycowie
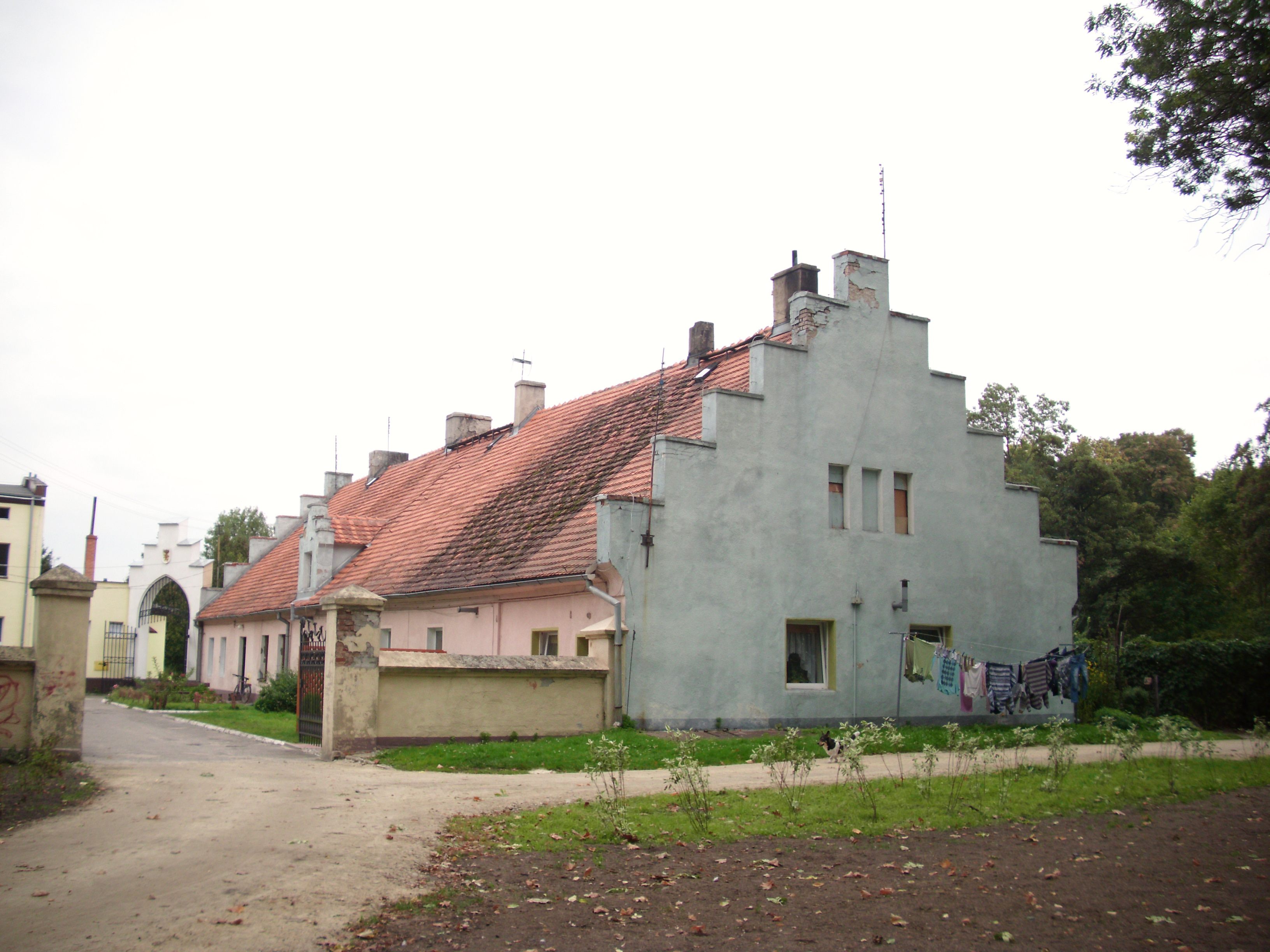
Czworaki pałacowe, ul. Parkowa
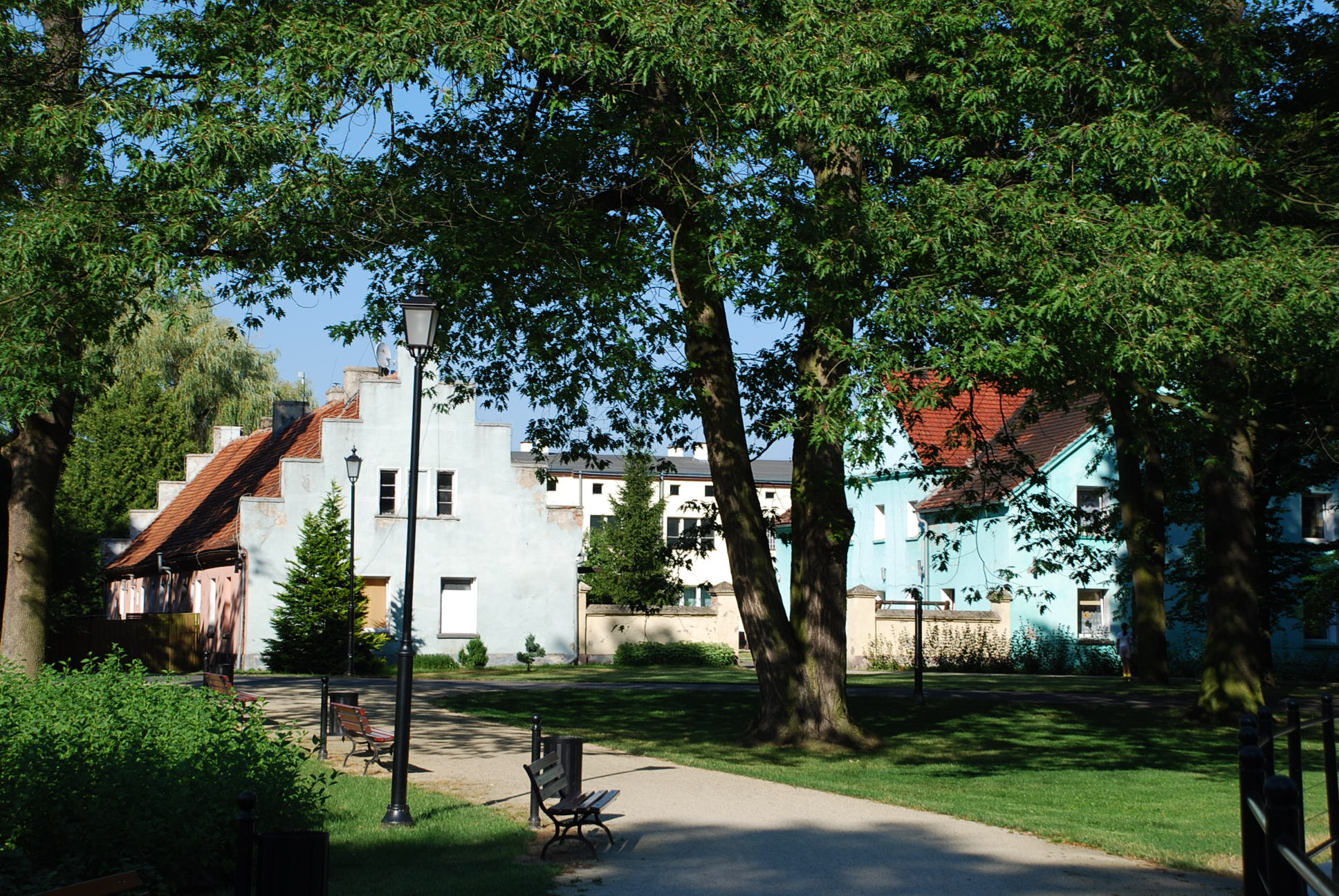
Czworaki pałacowe w Sycowie
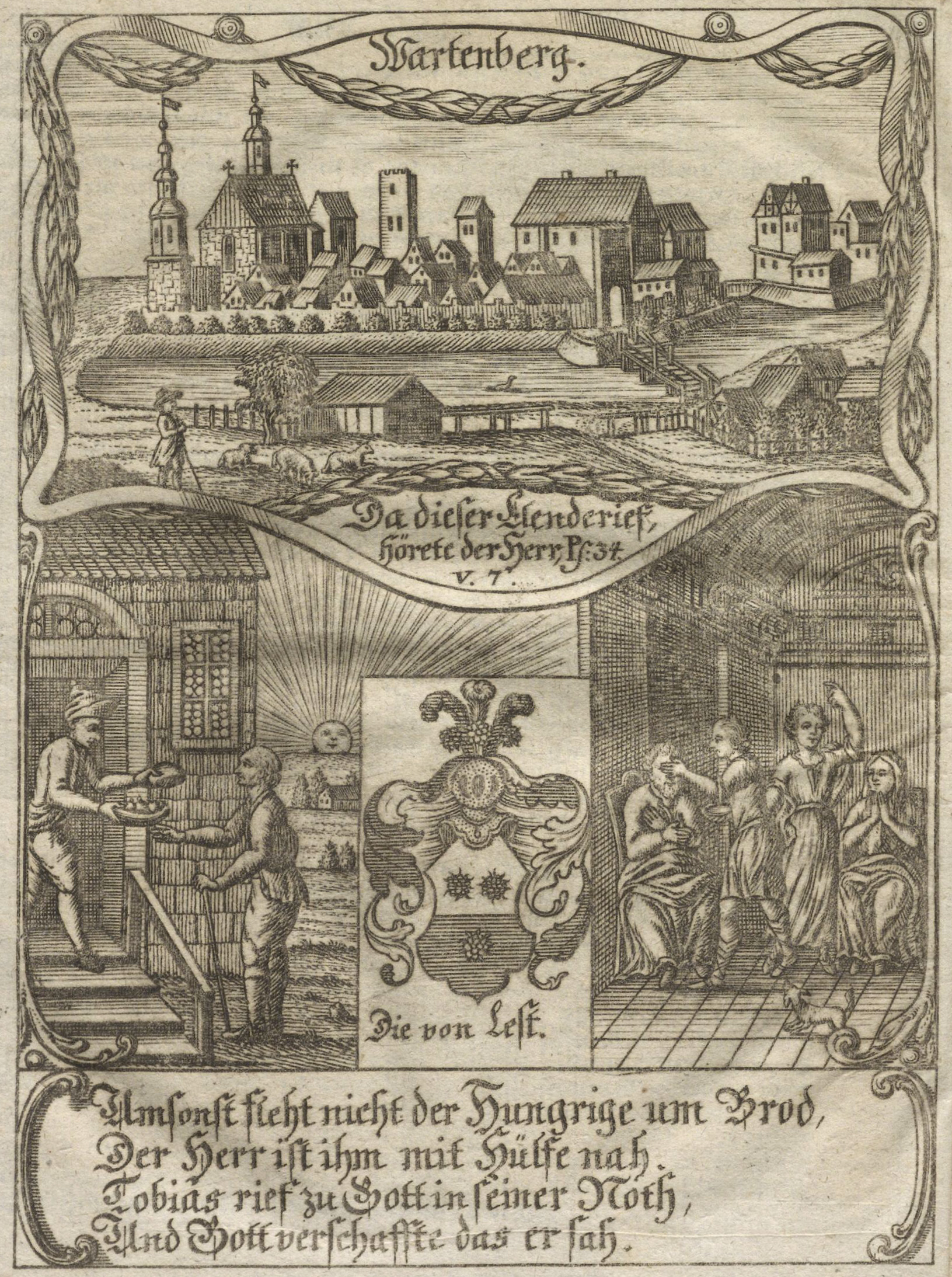
Syców w 1790 roku
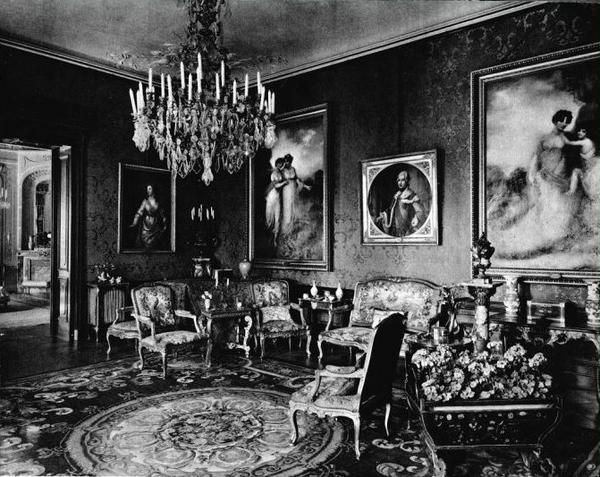
Wnętrza pałacu